# Маріча
Маріча (санскр. मरीचि, Marīci IAST, «мерехтливий вогник», «промінь світла») — у давньоіндійській міфології мудрець, перший з десяти (іноді шести) Праджапаті, один з Саптаріші (семи великих мудреців). Маріч — старший син Брахми (з його душі або плеча), або Сваямбху , або Ману Хайраньягарбхі . Він знаходиться у зборах Індри і Брахми  і був присутній під час народження Арджуни . Також він відвідав пробитого стрілами Бхішми.
Одного разу Брахма створив меч, щоб захищати людей, і передав його Рудре.  Той передав Вішну, а він — Маріч, який відніс його Махаріші, щоб вони передали його Індрі. Останній потім подарував його локапалами, від яких він перейшов до Ману. 
Маріч мав декілька дружин і дітей. Найвідоміший син Маріч — Каш'япа, прародитель всіх істот, одним з імен якого є патронім Маріча. Каш'япа з'явився від шлюбу Маріча з Калою, дочкою Кардами і Девахуті. Другим сином Маріча від цього шлюбу був Пурніман. Іншою дружиною Маріча була Урна (ūrṇā), яка народила шестеро синів. Через прокляття Брахми вони спочатку народилися як сини Хіраньякашіпу, а в наступному народженні як діти Васудеви і Девакі. Це ті самі шість дітей, які були народжені як старші брати Крішни і відразу по народженні були вбиті Камсом.
Дружинами Маріча були також Самбхуті і Дхармаврата. З останньою пов'язана цікава легенда. Одного разу Маріча повернувся з лісу втомленим і захотів, щоб дружина Дхармаврата помасажувала йому ноги. Коли вона почала це робити, Маріч заснув. І тут з'явився Брахма. Дхармаврата опинилася в скрутному становищі — треба було залишатися при чоловікові і в той же час взяти з почестями Брахму, вчителя її чоловіка. Вона обрала останнє. Коли Маріча прокинувся і не побачив Дхармаврати, то прокляв дружину, щоб вона перетворилася на камінь. Дхармаврата, розповівши чоловікові, що всього лише віддавала почесті Брахмі, пішла від нього, щоб спалити себе. Тоді до неї з'явився Вішну і запитав чого вона хоче. Дхармаврата попросила зняти прокляття, але виявилося зробити це неможливо. Але замість того Вішну сказав, що вона перетвориться на священний камінь, який стане потім відомим під ім'ям Деваврата або Девашіла, і боги будуть відпочивати на цьому священному камені. Згодом герой Дхармадева тримав цей камінь над демоном Гаєю і місце стало відомим як Гая-тіртха, або тіртха Гаї .
Дітями Маріча вважаються Агнішватти, один з розрядів пітарів (предків). 
Маріча вважають вождем марутів, на підставі фрази з Махабхарати (VI.32.21; Бгагавад-Гіта — 10, 21), де Крішна говорить «З марутів я — Маріч» . Е. Хопкінс вважає це простим наслідком надзвичайної схожості імен — Марути і Маріч. 
Ім'ям Маріча у індійців називається зірка η із сузір'я Великої Ведмедиці.